# Poussan
Poussan är en kommun i departementet Hérault i regionen Occitanien i södra Frankrike. Kommunen ligger i kantonen Mèze som tillhör arrondissementet Montpellier. År 2022 hade Poussan 6 540 invånare.

## Befolkningsutveckling
Antalet invånare i kommunen Poussan
Referens:INSEE